# А-215 Град-М
А-215 «Град-М» — советская РСЗО калибра 122 мм. Создана на базе РСЗО 9К51 «Град».

## История создания
Разработка велась в период с 1966 до 1969 годов. После успешных наземных испытаний опытного образца в 1969 году, в 1972 году были проведены морские испытания.
По результатам морских испытаний А-215 была рекомендована к принятию на вооружение десантных кораблей проекта 1171 и проекта 1174.

## Применение
«Град-М» предназначена для поражения живой силы и техники противника на берегу при высадке морского десанта, поддержки действий морской пехоты, а также для защиты десантных кораблей от атак кораблей противника. Скорострельность и дальность стрельбы обеспечивают необходимую поддержку морской пехоте при выполнении поставленных перед десантом задач.

## Состав
В состав системы входят:
1. палубная пусковая установка МС-73 (МС-73М) с подпалубным заряжающим устройством;
2. лазерное дальномерное устройство ДВУ-2;
3. система управления огнём ПС-73 «Гроза»;
4. 122-мм неуправляемые реактивные снаряды.

## Тактико-технические характеристики[1]
| Наименование параметра                                              | Величина     |
| ------------------------------------------------------------------- | ------------ |
| Калибр, мм                                                          | 122          |
| Число стволов                                                       | 40           |
| Дальность стрельбы максимальная, м                                  | 20 700       |
| Дальность стрельбы минимальная табличная, м                         | 2 000        |
| Угол вертикального наведения, град                                  | от −6 до +93 |
| Угол горизонтального наведения, град                                | ±164         |
| Скорость вертикального наведения, град/с                            | 24,4         |
| Скорость горизонтального наведения, град/с                          | 29           |
| Вес установки с устройствами хранения и подачи, кг                  | 16500        |
| Вес комплекса без снарядов и ЗИП, кг                                | 20 727       |
| Вес комплекса со снарядами и ЗИП, кг                                | около 31 000 |
| Размеры погреба, м: — длина — ширина — высота                       | 4.5 4 3.8    |
| Габариты ПУ в походном положении без пакетов, мм: — ширина — высота | 1 710 2 100  |
| Радиус обметания, мм                                                | 1 500        |
| Расчёт, чел.                                                        | 2            |
| Интервал между пусками снарядов в залпе, с                          | 0,5          |
| Время заряжания от производства первого выстрела, с                 | 46           |
| Время перезарядки, с                                                | 120          |
| Время расстрела всего боекомплекта, мин                             | 7,3          |